# Neoserica brevicollis
Neoserica brevicollis är en skalbaggsart som beskrevs av Moser 1922. Neoserica brevicollis ingår i släktet Neoserica och familjen Melolonthidae. Inga underarter finns listade i Catalogue of Life.